# Menhir de Kervizouarn
Le menhir de Kervizouarn est un menhir situé sur la commune de Kerlouan, dans le département du Finistère en France.

## Historique
Sur les matrices cadastrales du XIXe siècle, les parcelles voisines sont mentionnées sous le nom de Méchou menhir. Dans sa Statistique monumentale, René-François Le Men lui attribue une hauteur de 2,15 m alors que Paul du Châtellier lui attribue 3 m.

## Description
Le menhir est un bloc de granite fin dit « granite de Brignognan » dont il n'existe aucun affleurement à proximité. L'absence de face d'arrachement visible indique que le bloc était déjà détaché du substrat rocheux lorsqu'il fut sélectionné au Néolithique pour servir de menhir. Le menhir mesure 2,20 m de hauteur pour une largeur maximale de 0,65 m et une épaisseur de 0,46 m. Selon les faces, il présente un profil concave ou convexe.